# Pasaje de la vida de san Francisco
Pasaje de la vida de san Francisco es un cuadro del artista español Juan Martín Cabezalero, pintado al óleo sobre lienzo en la segunda mitad del siglo XVII. Se conserva en el Museo del Prado (Madrid).

## Historia
El cuadro se encontraba originariamente en el convento carmelita de San Hermenegildo de Madrid, junto a un lienzo de dimensiones más o menos similares firmado por Claudio Coello, San Pedro de Alcántara cruzando el río Guadiana, que hoy se conserva en la Pinacoteca Antigua de Múnich. En San Hermenegildo fue visto por el historiador Antonio Ponz, que menciona el cuadro como obra de Cabezalero. El convento puso ambos cuadros a la venta en 1786. En el inventario de venta los dos lienzos constaban como obras de Claudio Coello.
Posteriormente fue víctima del saqueo napoleónico, siendo uno de los cuadros que fueron expoliados para formar parte del llamado Museo Napoleón (actual Museo del Louvre). Fue devuelto a España en 1815, ingresando en la Real Academia de Bellas Artes de San Fernando como obra de Carreño. De allí pasó al Museo del Prado en 1901.

## Análisis de la obra
El cuadro, obra de notable calidad, es hoy virtualmente aceptado por todos como obra de Juan Martín Cabezalero, a pesar de las diversas atribuciones de otros tiempos. Según el historiador del arte Alfonso E. Pérez Sánchez, antiguo director del Museo del Prado, la obra muestra características propias del estilo del pintor: «rostro y manos están tratados con su peculiar técnica y aunque el color es algo más apagado, unificado en la gama de castaños dorados, son muy característicos sus efectos luminosos, como por ejemplo la lejanía entre los árboles, y el tratamiento del pie derecho de Cristo».
El tema del cuadro no está claro. En el inventario de venta de 1786 se describía la obra como «San Francisco de Asís en una visión donde Cristo le manifiesta a un sacerdote que no quería admitir a voto». Posteriormente se ha sugerido que el joven estudiante o sacerdote que parece caminar sobre las aguas sostenido por Cristo pudiera ser el conde Orlando Cattani, señor de Chiusi della Verna, quien en 1213 cedió a san Francisco de Asís unos terrenos que se convertirían en el lugar en el que el santo recibió los estigmas en 1224. Por ello se ha creído que el tema del lienzo pueda ser la milagrosa presentación del conde Orlando Cattani a san Francisco.